# Taipé Chinesa
Taipé Chinesa, ou Taipé Chinês, (chinês tradicional: 中華臺北; chinês simplificado: 中华台北; pinyin hanyu: Jhonghua Táiběi; pinyin tongyong: Zhōnghuá Táiběi) é o nome da República da China (RC), conhecida como Taiwan, acordado na Resolução de Nagoya, segundo a qual a RC e a República Popular da China se reconhecem quando se trata das atividades do Comitê Olímpico Internacional. A RC participa deste nome em várias organizações e eventos internacionais, incluindo os Jogos Olímpicos e Paralímpicos, os Jogos Asiáticos e Para-Asiáticos, as Universíadas, a Copa do Mundo da FIFA, Miss Universo e a Organização Mundial de Saúde.
O termo é deliberadamente ambíguo. Para a RPC, o termo "Taipei Chinesa" é ambíguo sobre o status político ou a soberania da RC/Taiwan; para a RC, é um termo mais inclusivo do que apenas "Taiwan" (que o partido do Kuomintang, no poder da época, considera apenas uma parte da "China", que, de forma semelhante à RPC, reivindica seja o governo legítimo da "China" na sua totalidade, e para a RPC, o uso de "Taiwan" como nome nacional está associado à independência da área da República Popular da China) e "Taiwan, China" pode ser interpretado como uma área subordinada à RPC.
Sob a "Política de Uma China", a comunidade internacional nega o uso de títulos preferenciais da região, para assim evitar implicar que RC e RPC são dois países separados quando participantes em organizações internacionais.

## História
Antes do século XVI, a ilha de Taiwan foi povoada por aborígenes taiwaneses antes de serem colonizados pelos holandeses e pelos espanhóis e era governada pelo Reino de Tungning antes de ser anexada pela dinastia Qing em 1683. Após a Primeira Guerra Sino-Japonesa em 1895, Taiwan foi anexada pelo Império do Japão.
Após a rendição do Japão no final da Segunda Guerra Mundial, a Ilha Formosa voltou ao controle chinês e colocada sob a administração da República da China (RC) em 1945 e se tornou sua mais nova província. Perto do fim da Guerra Civil Chinesa em 1949, antes dos tratados de pós-guerra serem assinados, o Kuomintang foi expulso do continente pelo Partido Comunista Chinês, que mais tarde estabeleceria a República Popular da China em outubro de 1949. O KMT, no entanto, fugiu para a Ilha Formosa, tornando-se um governo no exílio e permaneceu sendo o governo internacionalmente reconhecido da República da China. A maioria dos países democráticos (incluindo os Estados Unidos) continuaram a apoiar o governo nacionalista da RC, enquanto as nações comunistas reconheceram o governo da RPC.
Com o passar do tempo, o aumento do reconhecimento oficial da RPC em atividades internacionais, como quando reconhecida em 1971 pelas Nações Unidas, ao invés do reconhecimento concedido previamente à China Nacionalista, viu a transferência de relações diplomáticas anteriormente existente de Taipei para Pequim. A RC precisava chegar a uma conclusão benéfica sobre como seria referida quando houvesse na mesma participação no fórum da RPC.[carece de fontes?]
O Comitê Olímpico Internacional (COI), usou informalmente em atividades olímpicas internacionais vários nomes para diferenciar a RC da RPC. O nome "Taiwan" foi usado nos Jogos Olímpicos de 1964. Em 1979, a RPC concordou em participar das atividades do COI se a República da China fosse chamada de "Taipei Chinesa". A Resolução de Nagoya sancionou que o Comitê Olímpico de Pequim seria chamado de "Comitê Olímpico Chinês" e outro nome seria necessário para o Comitê Olímpico da RC (ROCOC).
A visão da maioria da liderança da RC na época era que eles não queriam mudar, "Taiwan" poderia implicar sem a China ou os chineses em nome da subordinação à RPC, não representava todas as regiões/ilhas da RC e não deu à RC a oportunidade de afirmar quando queria uma reivindicação de território fora do RC.
O que as pessoas se referem como Taiwan é uma das várias áreas ou ilhas (Penghu, Kinmen e Matsu, além de Taiwan) e Taiwan, por enquanto, não reflete a "extensão territorial" da RC. Além disso, embora seja verdade que a maioria dos produtos da área controlada pela RC são rotulados como "feitos em Taiwan", as práticas comerciais do RC são tais que a área regional de produção é usada para rotulagem. Alguns vinhos de Kinmen são rotulados como "feitos em Kinmen", assim como alguns perfumes são rotulados como "feitos em Paris" e não "feitos na França".
O governo de Taiwan, o governo da ROC sob o Kuomintang (KMT), rejeitou a designação de "Taiwan, China" com base em que isso implicaria subordinação à RPC. No entanto, também recusou os nomes "Taiwan" e "Formosa (chinês simplificado: 福尔摩沙, chinês tradicional: 福爾摩沙)" como meio de reafirmar tanto a sua reivindicação como o único governo legítimo de toda a China, e é a rejeição intransigente da independência de Taiwan. Em vez disso, derivando do nome de sua capital, o governo da RC finalmente formulou o nome "Taipei Chinesa", em vez de aceitar a oferta de "Taiwan", porque "Taipei Chinesa" significava um limite incerto que poderia exceder o território real da RC Controle de Taiwan, Penghu, Kinmen e Matsu, sempre que o governo da RC quisesse afirmar isso. O termo "Taipei Chinesa" foi considerado como aceitável, neutro e esperançoso de acordo de outras partes interessadas. Sua proposta encontrou acordo. Pequim aceitou a posição de compromisso de que o Comitê Olímpico da RC poderia ser chamado de "Comitê Olímpico da Taipei Chinesa".

Em abril de 1979, em uma sessão plenária do COI, He Zhenliang, representante da RPC, declarou:
De acordo com a Carta Olímpica, apenas um comitê olímpico chinês deve ser reconhecido. Em consideração aos atletas em Taiwan que têm a oportunidade de competir nos Jogos Olímpicos, a constituição esportiva em Taiwan poderia funcionar como uma organização local da China e ainda permanecer no Movimento Olímpico em nome do Comitê Olímpico de Taipei Chinês. No entanto, o hino, a bandeira e as constituições devem ser alteradas de forma correspondente.
Em novembro de 1979, em Nagoya, no Japão, o Comitê Olímpico Internacional e mais tarde todas as outras federações esportivas internacionais, adotaram uma resolução segundo a qual o Comitê Olímpico Nacional da RC seria reconhecido como o Comitê Olímpico da Taipei Chinesa e seus atletas competirão sob o nome de Taipei Chinesa. No entanto, o Comitê Olímpico Nacional da RC boicotou os Jogos Olímpicos de Verão e de Inverno em protesto por não ter permissão para usar a bandeira oficial da República da China e o hino nacional.
O nome "Taipei Chinesa" foi formalmente aceito pelo governo da República da China em 1981. Uma bandeira com o emblema de seu Comitê Olímpico em um fundo branco, como a bandeira olímpica de Taipei Chinesa foi confirmada em janeiro de 1981. O acordo foi assinado em 23 de março em Lausanne por Shen Chiaming, presidente do Comitê Olímpico da Taipei Chinesa, e Juan Antonio Samaranch, presidente do COI. Em 1983, o Hino à Bandeira Nacional da República da China foi escolhido como o hino da delegação da Taipei Chinesa. A República da China competiu sob esta bandeira e nomeia-se exclusivamente em competições esportivas desde os Jogos Olímpicos de Inverno de 1984, bem como nos Jogos Paralímpicos e em outros eventos internacionais (com os anéis olímpicos substituídos por um símbolo apropriado para o evento).

## Galeria

Bandeira Olímpica da Taipé Chinesa.
Bandeira Paraolímpica da Taipé Chinesa.
Bandeira da Taipé Chinesa nas Universíadas.
Bandeira da Taipé Chinesa nas Surdolimpíadas.